# Paul Mateciuc
Paul Cristian Mateciuc (sinh ngày 28 tháng 5 năm 1995) là một cầu thủ bóng đá người România thi đấu ở vị trí hậu vệ cho Foresta Suceava. Mateciuc có màn ra mắt tại Liga I vào ngày 27 tháng 5 năm 2015 cho Ceahlăul Piatra Neamț trong thất bại 0-2 trước Universitatea Cluj. He also played for teams such as: FC Zalău hay Știința Miroslava.